# Estació d'Elx-Parc
L'Estació d'Elx-Parc és l'estació de tren principal de la ciutat d'Elx.

## Serveis Ferroviaris

### Rodalies i Mitjana Distància de Renfe
L'estació es troba a mig camí entre Alacant i Oriola per la via de Rodalies Alacant - Múrcia C-1.
| Procedència/Destinació             | <          | Línia | >          | Procedència/Destinació |
| ---------------------------------- | ---------- | ----- | ---------- | ---------------------- |
| Rodalies Alacant - Múrcia de Renfe |            |       |            |                        |
| Alacant Terminal                   | Torrellano | C-1   | Elx-Carrús | Múrcia del Carmen      |

### Llarga Distància de Renfe
| Tipus de tren      | <<              | >>                    | Parades intermèdies | Observacions            |
| ------------------ | --------------- | --------------------- | --- | ----------------------- |
| Talgo Mare Nostrum | Cartagena       | Montpeller Saint Roch | Torrepacheco · Balsicas-Mar Menor · Múrcia del Carmen · Oriola · Elx-Parc · Alacant Terminal · Elda-Petrer · Villena · Xàtiva · València-Nord · Castelló · Benicàssim · Benicarló-Peníscola · Vinaròs · L'Aldea-Amposta-Tortosa · Cambrils · Salou · Tarragona · Barcelona-Sants · Girona · Figueres · Portbou · Cervera de la Marenda · Perpinyà · Narbona · Besiers | Canvi d'ample a Portbou |
| Talgo              | Barcelona-Sants | Llorca-Sutullena      | Tarragona · Salou · L'Aldea-Amposta-Tortosa · Vinaròs · Benicarló-Peníscola · Benicàssim · Castelló · València-Nord · Xàtiva · Villena · Elda-Petrer · Alacant Terminal · Elx-Parc · Oriola · Múrcia del Carmen · Alhama de Múrcia · Totana | 1 tren al dia           |
| Talgo              | Barcelona-Sants | Múrcia del Carmen     | Tarragona · Salou · Cambrils · L'Aldea-Amposta-Tortosa · Vinaròs · Benicarló-Peníscola · Orpesa · Benicàssim · Castelló · Sagunt · València-Nord · Xàtiva · Villena · Elda-Petrer · Alacant Terminal · Elx-Parc · Oriola | 1 tren al dia           |